# Steve Wijler
Steve Christina Hendrikus Wijler (* 19. September 1996 in Horn) ist ein niederländischer Bogenschütze.

## Karriere
Steve Wijler gewann seine erste Medaille bei internationalen Meisterschaften, als er 2017 in Mexiko-Stadt den dritten Platz bei den Weltmeisterschaften belegte. Ein Jahr darauf wurde er Europameister im Einzel in Legnica. Bei den Europaspielen 2019 in Minsk gewann Wijler sowohl in der Einzel- als auch in der Mannschaftskonkurrenz die Silbermedaille.
Bei den 2021 ausgetragenen Olympischen Spielen 2020 in Tokio ging Wijler in drei Konkurrenzen an den Start. Im Mixed qualifizierte er sich mit Gabriela Schloesser für die K.-o.-Runde, in der sie nach drei Siegen das Finale gegen die Südkoreaner Kim Je-deok und An San erreichten. Mit 3:5 unterlagen sie Kim und An und gewannen damit die Silbermedaille. Im Mannschaftswettbewerb folgte nach einem zweiten Rang in der Platzierungsrunde ein Sieg gegen die britische Mannschaft, ehe Wijler gemeinsam mit Gijs Broeksma und Sjef van den Berg im Halbfinale der taiwanischen Mannschaft mit 0:6 unterlag. Mit 4:5 verloren die Niederländer auch das anschließende Duell um den dritten Platz gegen Japan und verpassten als Vierte einen Medaillengewinn. Im Einzel beendete Wijler die Platzierungsrunde mit 675 Punkten zwar auf dem sechsten Rang unter den 64 Startern, er schied danach aber bereits in der zweiten Runde aus.